# 縦貫線 (北段)
縦貫線（北段）（じゅうかんせんほくだん）は、台湾鉄路公司の縦貫線のうち、台湾基隆市仁愛区の基隆駅から苗栗県竹南鎮の竹南駅に至る台湾鉄路公司の区間を指す。
台湾鉄路公司の西部幹線の一部として運用されている。

## 路線データ
- 管理者：台湾鉄路公司
- 路線距離（営業キロ）：基隆 - 竹南間 125.4km
- 軌間：1,067mm
- 駅数：32
- 複線区間：全線
- 電化区間：全線（交流25,000V、60Hz）
- 電報略号：ㄗㄍㄒ
- 開業日：1902年8月10日全線開業

## 歴史
縦貫線の建設は清朝統治時代の末期に開始され、1891年（光緒17年）10月20日に基隆 - 台北間が開業する:339。これは台湾初の鉄道路線であり、縦貫線のうち最初に開業した区間でもあった。1893年（光緒19年）には新竹まで延伸され:339、この状態で日本への台湾割譲を迎える。日本は台湾の開発において基隆 - 高雄間を結ぶ縦貫線の完成が重要であると考え、建設時の規格が低く日清戦争中の混乱を受けて荒廃していた基隆 - 新竹間の大規模な改良と新竹 - 高雄間の建設を進めた。新竹 - 高雄間の建設は南北両側から進められ、1902年（明治35年）に中港（竹南）までの本路線が全通し、縦貫線全体も1908年（明治41年）の台中線全通に伴い、基隆から高雄までの全区間が開業した。
縦貫線（北段）のうち、基隆駅 - 台北駅間は1919年（大正8年）に:342、台北駅 - 竹南駅間は1935年（昭和10年）に複線化された:339。1970年代から縦貫線の電化工事を開始し、1978年に竹南以北の本路線が:349、1979年7月1日に縦貫線の全線電化が完成している:349。

### 都心立体化事業
台北専案
総延長4.4kmの地下化事業は1983年7月12日に着工、1989年9月1日に移行。華山の貨物機能は新設の板橋調車場および南港調車場へ移転した(p18)。
松山専案
華山トンネルから松山駅西方まで東へ5.3kmの地下化延伸事業は1989年10月20日に着工、1992年8月3日に南側複線トンネルが、1994年6月18日に北側複線トンネルが供用された。トンネル内は非常時の避難用として復興・光復の2ヶ所の緊急停車駅が追加された(p26)。
萬板専案
万華から板橋の総延長15.3kmを地下化する事業は1992年9月14日に着工し、板橋調車場に代わる樹林調車場は1997年3月14日に、万華・板橋の両地下駅は1999年7月21日に供用された(p30)。
南港専案
台北市内の地下線を南港まで延伸し、七堵まで高架化する総延長19.5kmの事業は1998年11月1日に着工され、1995年8月3日に南港調車場に代わる七堵機務段の七堵調車場を供用、南港と七堵の貨物運輸を五堵に集約、1996年4月9日に汐止・五堵が高架駅が、1997年1月21日に七堵新駅舎が、2008年9月21日に松山と南港の両地下駅が供用された(p34)。
桃園市内地下化
新北市鶯歌区の鳳鳴地区から平鎮区までの17.95kmを地下化し、5駅を追加する事業は2020年9月に行政院での承認を経て、同年末に鳳鳴駅が地上仮設駅として先行着工を迎え始動した。

## 使用車両
- 自強号
  - 電車
    - EMU300型
    - E1000型（プッシュプル式）
    - TEMU1000型（太魯閣号）
    - TEMU2000型（普悠瑪号）
    - EMU3000型

  - 気動車
    - DR2800型
    - DR2900型
    - DR3000型
- 莒光号/復興号
  - 頭等客車/二等客車（平快を除く）
- 区間車/区間快車
  - EMU500型
  - EMU600型
  - EMU700型
  - EMU800型
  - EMU900型
  - DR1000型

### 過去の使用車両
- 自強号
  - 電車
    - EMU100型
    - EMU1200型

## 運行形態
- 区間車
  - 基本的には基隆 - 新竹、苗栗間を運行し、七堵や樹林、彰化、斗六発着などもある。
  - 一部列車はほぼ1時間おきに蘇澳駅へ直行運転。蘇澳新駅（発車のみ）、宜蘭駅、福隆駅、菁桐駅、瑞芳駅発着も設定し、縦貫線では概ね樹林発着である。
- 西部幹線対号列車
  - 基本的には屏東、高雄～七堵、基隆間を運行。
  - 一部列車は鳳山駅、嘉義駅、斗南駅、斗六駅、竹南駅（到着のみ）、沙鹿駅、彰化駅、新烏日駅、瑞芳駅（発車のみ）、双渓駅、蘇澳駅、花蓮駅、台東駅、知本駅発着もある。

## 駅一覧
- ※の駅は廃止された駅である。
- 背景色が■である部分は現在施設が供用されていない、または完成していないことを示す。

| 駅名           | 駅名           | 駅間 キロ | 累計 キロ | 等級 | 接続路線・備考 | 所在地 | 所在地 |
| 日本語         | 繁体字中国語   | 駅間 キロ | 累計 キロ | 等級 | 接続路線・備考 | 所在地 | 所在地 |
| -------------- | -------------- | --------- | --------- | ---- | --- | ------ | ------ |
| 基隆駅         | 基隆車站       | 0.0       | 0.0       | 一等 | | 基隆市 | 仁愛区 |
| 三坑駅         | 三坑車站       | 1.3       | 1.3       | 簡易 | | 基隆市 | 仁愛区 |
| 八堵駅         | 八堵車站       | 2.4       | 3.7       | 二等 | 台湾鉄路管理局：■宜蘭線 | 基隆市 | 暖暖区 |
| 七堵操車場     | 七堵調車場     |           | 5.6       |      | | 基隆市 | 七堵区 |
| 七堵駅         | 七堵車站       | 2.3       | 6.0       | 一等 | | 基隆市 | 七堵区 |
| 百福駅         | 百福車站       | 2.7       | 8.7       | 簡易 | | 基隆市 | 七堵区 |
| ※北五堵駅      | 北五堵車站     |           | 9.3       | 廃止 | | 基隆市 | 七堵区 |
| ※五堵北信号場  | 五堵北號誌站   |           |           | 廃止 | | 基隆市 | 七堵区 |
| 五堵貨駅       | 五堵貨場       |           |           |      | | 基隆市 | 七堵区 |
| 五堵駅         | 五堵車站       | 3.0       | 11.7      | 簡易 | | 新北市 | 汐止区 |
| 汐止駅         | 汐止車站       | 1.4       | 13.1      | 二等 | | 新北市 | 汐止区 |
| 汐科駅         | 汐科車站       | 1.5       | 14.6      | 簡易 | | 新北市 | 汐止区 |
| 樟樹湾駅       | 樟樹灣車站     |           | 15.5      |      | 建設取消 | 新北市 | 汐止区 |
| 南港駅         | 南港車站       | 4.5       | 19.1      | 一等 | 台北捷運：■南港線 (板南線) 台湾高速鉄路公司：■台湾高速鉄道 基隆捷運（計画中）                                                        | 台北市 | 南港区 |
| ※南港操車場    | 南港調車場     |           | 21.2      | 廃止 | | 台北市 | 南港区 |
| 松山駅         | 松山車站       | 2.8       | 21.9      | 一等 | 台北捷運：■松山線（松山新店線） | 台北市 | 信義区 |
| 台北機廠       | 臺北機廠       |           | 23.6      |      | | 台北市 | 信義区 |
| 光復緊急停車駅 | 光復緊急停靠站 |           |           |      | 緊急停車用 | 台北市 | 松山区 |
| 復興緊急停車駅 | 復興緊急停靠站 |           |           |      | 緊急停車用 | 台北市 | 大安区 |
| ※新生駅        | 新生車站       |           | 26.4      | 廃止 | | 台北市 | 中山区 |
| ※華山駅        | 華山車站       |           | 27.2      | 廃止 | | 台北市 | 中正区 |
| 台北駅         | 台北車站       | 6.4       | 28.3      | 特等 | 台湾高速鉄路公司：■台湾高速鉄道 台北捷運：■淡水線（淡水信義線）・■南港線（板南線）・■松山線（松山新店線）(北門駅） 桃園捷運：■機場線 | 台北市 | 中正区 |
| 西門緊急停車駅 | 西門緊急停靠站 |           |           |      | 緊急停車用 | 台北市 | 中正区 |
| 万華駅         | 萬華車站       | 2.8       | 31.1      | 一等 | | 台北市 | 万華区 |
| ※港嘴駅        | 港嘴車站       |           | 33.8      | 廃止 | | 新北市 | 板橋区 |
| 板橋駅         | 板橋車站       | 4.4       | 35.5      | 一等 | 台湾高速鉄路公司：■台湾高速鉄道 台北捷運：■板橋線（板南線）・■環状線                                                                 | 新北市 | 板橋区 |
| 浮洲駅         | 浮洲車站       | 2.5       | 38.0      | 簡易 | | 新北市 | 板橋区 |
| 樹林駅         | 樹林車站       | 2.9       | 40.9      | 一等 | | 新北市 | 樹林区 |
| 南樹林駅       | 南樹林車站     | 2.0       | 42.9      | 簡易 | | 新北市 | 樹林区 |
| 山佳駅         | 山佳車站       | 1.9       | 44.8      | 三等 | | 新北市 | 樹林区 |
| 鶯歌駅         | 鶯歌車站       | 4.4       | 49.2      | 二等 | 新北捷運：■三鶯線（計画中） | 新北市 | 鶯歌区 |
| 鳳鳴駅         | 鳳鳴車站       | 4.9       | 54.2      | 簡易 | | 新北市 | 鶯歌区 |
| 桃園駅         | 桃園車站       | 3.3       | 57.4      | 一等 | 桃園捷運：■緑線（建設中）・■棕線（計画中）                                                                                           | 桃園市 | 桃園区 |
| 中路駅         | 中路車站       |           |           |      | 計画中 | 桃園市 | 桃園区 |
| 桃園医院駅     | 桃園醫院車站   |           |           |      | 計画中 | 桃園市 | 八徳区 |
| 内壢駅         | 內壢車站       | 5.9       | 63.3      | 三等 | | 桃園市 | 中壢区 |
| 中原駅         | 中原車站       |           |           |      | 計画中 | 桃園市 | 中壢区 |
| 中壢駅         | 中壢車站       | 4.0       | 67.3      | 一等 | 桃園捷運：■機場線（建設中）・■緑線（計画中）                                                                                         | 桃園市 | 中壢区 |
| 平鎮駅         | 平鎮車站       |           |           |      | 建設中 | 桃園市 | 平鎮区 |
| 埔心駅         | 埔心車站       | 5.8       | 73.1      | 三等 | | 桃園市 | 楊梅区 |
| 楊梅駅         | 楊梅車站       | 4.0       | 77.1      | 三等 | | 桃園市 | 楊梅区 |
| ※三湖駅        | 三湖車站       |           | 81.7      | 廃止 | | 桃園市 | 楊梅区 |
| 富岡駅         | 富岡車站       | 6.8       | 83.9      | 三等 | | 桃園市 | 楊梅区 |
| 新富駅         | 新富車站       | 1.7       | 85.6      | 招呼 | | 桃園市 | 楊梅区 |
| 北湖駅         | 北湖車站       | 1.5       | 87.1      | 甲簡 | | 新竹県 | 湖口郷 |
| 湖口駅         | 湖口車站       | 2.5       | 89.6      | 三等 | | 新竹県 | 湖口郷 |
| 新豊駅         | 新豐車站       | 6.2       | 95.8      | 三等 | | 新竹県 | 新豊郷 |
| 新車駅         | 新車車站       |           | 97.7      | 廃止 | | 新竹県 | 新豊郷 |
| 竹北駅         | 竹北車站       | 4.8       | 100.6     | 三等 | | 新竹県 | 竹北市 |
| 北新竹駅       | 北新竹車站     | 4.4       | 105.0     | 簡易 | 台湾鉄路管理局：■内湾線 | 新竹市 | 東区   |
| 新竹貨駅       | 新竹貨站       |           | 105.2     | 貨物 | | 新竹市 | 東区   |
| 新竹駅         | 新竹車站       | 1.4       | 106.4     | 一等 | 台湾鉄路管理局：■内湾線 | 新竹市 | 東区   |
| 三姓橋駅       | 三姓橋車站     | 4.8       | 109.6     | 簡易 | | 新竹市 | 香山区 |
| 香山駅         | 香山車站       | 3.2       | 114.4     | 甲簡 | | 新竹市 | 香山区 |
| 崎頂駅         | 崎頂車站       | 6.4       | 120.8     | 招呼 | | 苗栗県 | 竹南鎮 |
| 竹南駅         | 竹南車站       | 4.6       | 125.4     | 一等 | 台湾鉄路管理局：■海岸線・台中線 | 苗栗県 | 竹南鎮 |